# Elecciones estatales de Berlín Occidental de 1967
Las elecciones en Berlín Occidental del 12 de marzo de 1967 fueron las primeras elecciones tras la dimisión de Willy Brandt como alcalde.
Tras la dimisión del canciller Ludwig Erhard (CDU) el 30 de noviembre de 1966 como consecuencia de la caída de la coalición CDU/CSU/FDP, los partidos de La Unión habían formado una gran coalición con el SPD. El nuevo canciller, elegido el 1 de diciembre de 1966, fue Kurt Georg Kiesinger, previamente elegido primer ministro en Baden-Württemberg.
El anterior alcalde Brandt, quien en 1964 había asumido la presidencia del SPD Federal y había sido candidato a canciller, tomó posesión el 1 de diciembre de 1966, del cargo de Vicecanciller de Alemania y Ministro de Relaciones Exteriores de la República Federal. Su sucesor en el cargo de Alcalde de Berlín fue Heinrich Albertz, quien fue el principal candidato del SPD en esta elección.

Albertz tuvo que jugar con un legado difícil, ya que Brandt había  sido un alcalde muy popular. Según las encuestas, el 90% de la población de Berlín expresó su satisfacción con su gobierno. Albertz logró, sin embargo, construir su campaña con méritos propios.

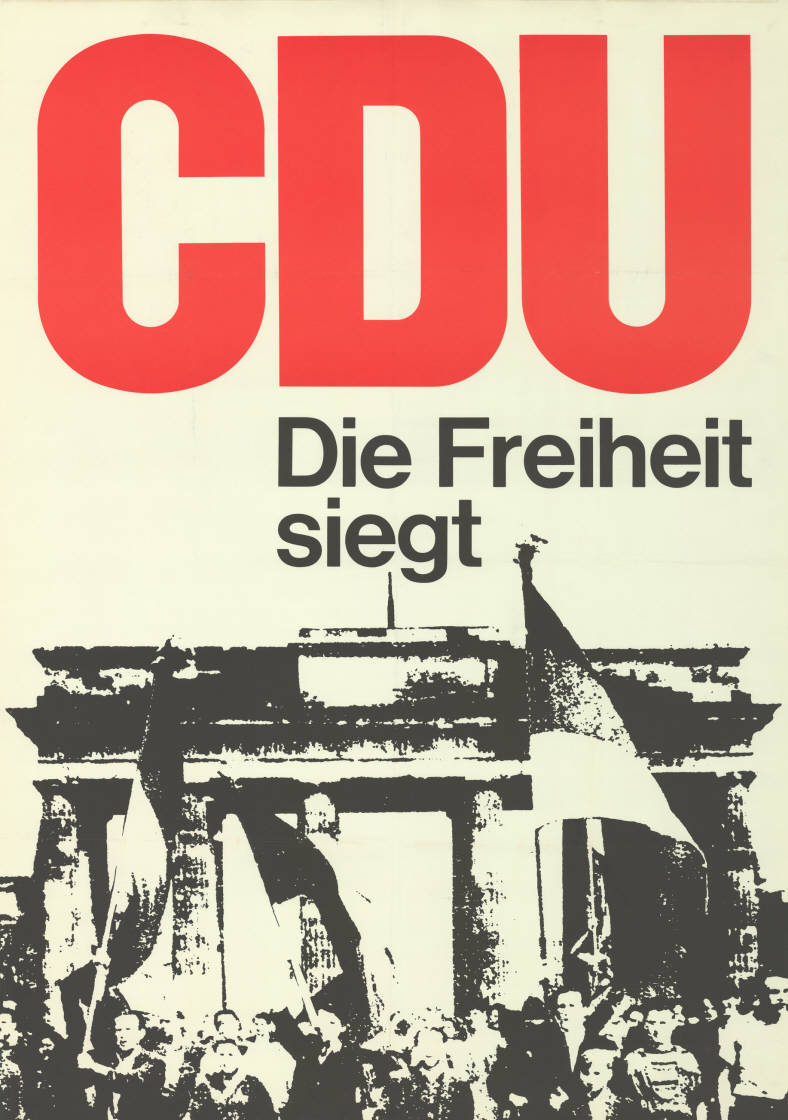
Afiche de campaña de la CDU

El SPD todavía se mantuvo en una posición notable a pesar de la pérdida de cinco puntos porcentuales, obteniendo el 56,9% de los votos, manteniendo su mayoría absoluta. Los opositores demócratas cristianos, que por tercera vez consecutiva postularon con Franz Amrehn, aumentaron en 4,1 puntos porcentuales, hasta el 32,9% de los votos, mientras que el FDP como socio de coalición del SPD también sufrió pérdidas menores, obteniendo un 7,1% en comparación con el 7,9% obtenido en 1963.
Albertz mantuvo la coalición con el FDP y fue ratificado en el cargo de alcalde.

## Resultados
Los resultados fueron:
| Elecciones de 1967 | Elecciones de 1967 | Elecciones de 1967 | Elecciones de 1967 | Elecciones de 1967 |
| ------------------ | ------------------ | ------------------ | ------------------ | ------------------ |
| Hab. inscritos     | Hab. inscritos     | 1.718.435          |                    |                    |
| Participación      | Participación      | 1.481.674          | 86,2 %             |                    |
|                    | SPD                | 829.694            | 56,9 %             | 81 escaños         |
|                    | CDU                | 479.945            | 32,9 %             | 47 escaños         |
|                    | FDP                | 103.973            | 7,1 %              | 9 escaños          |
|                    | SED-W              | 29.925             | 2,0 %              | —                  |
|                    | AUD                | 15.507             | 1,1 %              | —                  |
| Total              | Total              |                    | 100,0 %            | 137 escaños        |